# Рањени бизон
Рањени бизон је праисторијска слика у Алтамири, Шпанија, настала између 15000. и 10000. п. н. е.
Карактеристике су:
- нема композиције, облици су цртани једни преко других
- коришћене су земљане боје, а претпоставља се да је животињска маст коришћена као везиво.
- цртеж је брз и сигуран, као кроки

Приказана је страховита снага бизона, који се бори иако је рањен, без непотребних појединости које би оптеретиле представу. Осећај за облик и покрет је изванредан. Ефекат је постигнут префињеним контролисаним сенчењем, које облицима даје обилну пластичност. Приказана драматичност је без непотребне поетике. Снажан реализам говори о уметниковој способности опсервације природних облика. Сликан је само са две боје - црвеном и мрком. Неколико мрља тамније мрке боје истичу пластичност облика. Од позадине природне стене, чије је пукотине, испупчења и удубљења праисторијски уметник вешто користио, представа животиња одвојена је мрком линијом, различитом у светлини, тако да се на местима где је линија светлија облик отвара, а затвара тамо где је тамнија.
Рањени бизон је једна од слика из циклуса изванредних цртежа очуваних на таваници пећине Алтамира, будући да је праисторијски уметник сликао скоро искључиво животиње које је ловио, насликани су још многи бизони, јелени, коњи, дивље свиње.